# Montiró
Montiró  es una localidad española del municipio de Ventalló, perteneciente a la provincia de Gerona, en la comunidad autónoma de Cataluña.

## Historia
Hacia mediados del siglo XIX, el lugar ya pertenecía al municipio de Ventalló. Junto con Pelacalç sumaba por entonces una población de 98 habitantes. La localidad aparece descrita en el decimoprimer volumen del Diccionario geográfico-estadístico-histórico de España y sus posesiones de Ultramar de Pascual Madoz de la siguiente manera:

MONTIRO: l. en la prov. part. jud. y dióc. de Gerona (5 leg.), aud. terr., c. g. de Barcelona (25), ayunt. de Ventalló 3/4: sit. en llano, combatido con frecuencia por los vientos del N.; su clima es frio pero sano, las enfermedades comunes son fiebres intermitentes. Tiene una igl. parr. (San Saturnino) de la que es aneja la de Pelacals, servida por un cura de ingreso de provision real y ordinario. El térm. confina con Saldet, Valveralla, Pelacals y Ventalló. El terreno es de secano y de buena calidad; le cruzan varios caminos locales. prod. trigo y legumbres. pobl. y riqueza, unida la de Pelarais, 21 vec., 98 alm.. cap. prod. 2.481,600: imponible 62,040.
(Madoz, 1848, p. 561)

En 2022, la entidad singular de población tenía empadronados 13 habitantes y el núcleo de población 11 habitantes.

## Patrimonio
En la localidad hay una iglesia bajo la advocación de San Saturnino.